# 1445
- Wikisource

| Calendário gregoriano                                                        | 1445 MCDXLV                                           |
| Ab urbe condita                                                              | 2198                                                  |
| Calendário arménio                                                           | 894 – 895                                             |
| Calendário bahá'í                                                            | -399 – -398                                           |
| Calendário budista                                                           | 1989                                                  |
| Calendário chinês                                                            | 4141 – 4142 Início a 8 de fevereiro (aproximadamente) |
| Calendário copta                                                             | 1161 – 1162                                           |
| Calendário etíope                                                            | 1437 – 1438                                           |
| Calendários hindus - Vikram Samvat - Calendário nacional indiano - Cáli Iuga | 1500 – 1501 1366 – 1367 4545 – 4546                   |
| Calendário Holoceno                                                          | 11445                                                 |
| Calendário islâmico                                                          | 849 – 850                                             |
| Calendário judaico                                                           | 5205 – 5206                                           |
| Calendário persa                                                             | 823 – 824                                             |
| Calendário rúnico                                                            | 1695                                                  |
| Calendário solar tailandês                                                   | 1988                                                  |

1445 (MCDXLV, na numeração romana) foi um ano comum do século XV do Calendário Juliano, da Era de Cristo, a sua letra dominical foi C (52 semanas), teve início a uma sexta-feira e terminou também a uma sexta-feira.
| Ano completo                       |
| ---------------------------------- |
| Ano comum com início à sexta-feira |

## Eventos
- Janeiro — Maomé IX, sultão do Reino Nacérida de Granada é deposto pela terceira vez, sendo substituído pelo seu sobrinho e seu comandante militar Maomé X, que se torna o 17º rei de Granada e reinará até 1447.
- 23 de abril — Casamento de Henrique VI de Inglaterra com Margarida de Anjou.
- 19 de maio — Batalha de Olmedo, entre os reinos de Aragão e de Castela, onde foi ferido mortalmente o infante Henrique de Aragão  (m. 15 de junho).
- Junho ou julho — Iúçufe V (Aben Ismail), torna-se o 18º sultão do Reino Nacérida de Granada, após a poderosa família dos Abencerragens ter forçado Maomé X a abdicar. Iúçufe será deposto no ano seguinte, voltando a reinar por alguns meses em 1462.
- Visita do navegador Cadamosto às ilhas da Madeira e Porto Santo.
- Álvaro Fernandes passa além do cabo Cabo Verde e chega ao Cabo dos Mastros.
- Doação do Papa Eugénio IV ao Infante D. Henrique das terras descobertas.

## Nascimentos
- 1 de março — Sandro Botticelli, pintor renascentista italiano  (m. 1510).
- Diogo de Lira Bermudes, senhor de Lira, Portugal.

## Mortes
- 19 de janeiro — Antonio Correr, cardeal italiano, decano do Colégio dos Cardeais e penitenciário-mor  (n. 1359).
- 18 de fevereiro — Maria de Aragão  (n. c. 1396), rainha consorte de Castela entre 1420 e 1445 como primeira esposa de João II.
- 15 de junho — Henrique de Aragão, infante de Aragão, conde de Alburquerque, duque de Villena e grão-mestre da Ordem de Santiago  (n. 1400).
- 15 de julho — Joana Beaufort  (n. 1404), rainha consorte da Escócia de 1424 a 1437 como esposa do rei Jaime I.
- 2 de agosto — Oswald von Wolkenstein,  poeta, militar, diplomata e compositor alemão (n. 1376 ou 1377).
- (ou 1441) António II Acciajuoli, duque de Atenas de 1439 a 1441 ou 1445.